# Olga Goldberg-Mulkiewicz
Olga Goldberg-Mulkiewicz (ur. 1933 w Gorlicach, zm. 24 stycznia 2025) – polsko-izraelska etnolog i etnograf, badaczka tradycyjnej kultury i twórczości ludowej Żydów polskich.

## Życiorys
Urodziła się w Gorlicach. W 1955 ukończyła studia etnologiczne na Uniwersytecie Jagiellońskim, gdzie uzyskała tytuł magistra. Od tego czasu do 1961 pracowała jako asystent i następnie starszy asystent w Instytucie Sztuki Polskiej Akademii Nauk. W latach 1961–1967 była wykładowcą na Uniwersytecie Łódzkim, gdzie w 1967 uzyskała stopień doktora nauk humanistycznych w zakresie etnologii. W tym samym roku wyemigrowała do Izraela.
Od 1969 pracowała na Uniwersytecie Hebrajskim w Jerozolimie, od 1984 jako starszy wykładowca. Tam w 1987 uzyskała tytuł profesora nadzwyczajnego. W latach 1975–1980 pracowała jako konsultant naukowy w Muzeum Izraela. W latach 1980–1981 była pracownikiem naukowym Uniwersytetu w Kolonii. Od 1983 była członkiem rady naukowej Research Institute of Babylonian Jewry, a od 1990 członkiem zarządu Society of Jewish Art w Jerozolimie i członkiem redakcji Jerusalem Studies of Jewish Folklore.

## Wybrane publikacje
- 2003: Stara i Nowa Ojczyzna - Ślady kultury Żydów polskich
- 1999: Zróżnicowanie regionalne Żydów polskich
- 1989: Ethnographic Topics Relating Jews in Polish Studies
- 1980: Postać Żyda w polskiej rzeźbie ludowej
- 1966: Bełchatowskie jako przedmiot badań nad zróżnicowaniem kulturowym